# Martin Wilhelm Kutta
Martin Wilhelm Kutta (ur. 3 listopada 1867 w Byczynie, zm. 25 grudnia 1944 w Fürstenfeldbruck) – niemiecki matematyk, współautor algorytmu Rungego-Kutty.

## Życiorys
W latach 1885–1890 studiował na Śląskim Uniwersytecie im. Fryderyka Wilhelma we Wrocławiu, następnie w Monachium. Od 1894 został zatrudniony w Technische Hochschule w Monachium jako asystent matematyki i fizyki u Walthera von Dycka. W 1900 uzyskał doktorat uzyskał na Uniwersytecie w Monachium. Pracę habilitacyjną z aerodynamiki złożył w Technische Hochschule w Monachium w 1902 roku. W 1907 został awansowany na profesora nadzwyczajnego matematyki stosowanej. W 1909 przeniósł się na Uniwersytet w Jenie, a w następnym roku został mianowany profesorem zwyczajnym w Technische Hochschule w Akwizgranie. W 1912 został profesorem zwyczajnym na Uniwersytecie w Stuttgarcie i pozostał tam aż do przejścia na emeryturę w 1935.